# Arracacia ravenii
Arracacia ravenii är en flockblommig växtart som beskrevs av Lincoln Constance och Affolter. Arracacia ravenii ingår i släktet Arracacia och familjen flockblommiga växter. Inga underarter finns listade i Catalogue of Life.